# Àrab sirià
|  | Per a altres significats, vegeu «Sirià (desambiguació)». |

El sirià o siri és un dels dialectes orientals de la llengua àrab, i és parlat principalment a Síria.
Convé no confondre'l amb el siríac, dialecte arameu que ha esdevingut llengua literària i litúrgica a la major part d'Àsia de la mà de l'Església Ortodoxa Siríaca.

## Usuaris del sirià
El dialecte sirià es parla als següents llocs: Líban, els Palestina i Jordània, amb diferències segons la zona, però amb suficients trets comuns com per a ser considerat un sol dialecte dins la zona d'orient mitjà.
Com la resta de dialectes àrabs, el sirià-àrab generalment només es fa servir com a llengua d'ús oral, mentre que per a expressar-se per escrit es fa servir preferentment l'àrab estàndard modern. No obstant això, existeix la tendència actual a fer-lo servir dins l'àmbit d'internet, per exemple en alguns fòrums, tot i que alguns usuaris empren sovint l'alfabet llatí per escriure paraules en aquest dialecte.

## Importància d'aquest dialecte
La indústria de la música i la creixent difusió de la televisió per satèl·lit han ajudat que el dialecte sirià s'entengui en gairebé tota la Península Aràbiga. Igual que la música ha estat decisiva per a la difusió del siríac, la producció de programes en aquest dialecte, especialment les telenovel·les han fet una funció similar, doncs es veuen per tota la zona d'orient mitjà. Un exemple és l'emissió de l'exitosa sèrie sobre el Ramadà Bab al-Hara.

## Les diferències fonètiques
En l'àrab estàndard o normatiu hi ha dos sons aspirats interdentals (ث = th) i (ذ = dh) que els residents de la zona oriental pronuncien com "t" i "d", i en unes poques paraules el substitueixen per "s". El mateix passa amb la consonant emfàtica ظ, que en aquesta zona pronuncien com ز (amb so de s).
La lletra (àrab), en àrab estàndard [d͡ʒ] ('pronunciat com dsch), sona una mica més suau en el dialecte de Damasc, és a dir [ʒ] (com la "J" de Jordi). En moltes parts del país, però, es pronuncia com en l'àrab estàndard.
En lloc de la lletra (àrab) a les zones urbanes de la República Síria es pronuncia com si fos un conjunt vocàlic sòlid (lletra Hamza). En paraules religioses o en refranys la "o" es pronuncia més oberta, mentre que en llenguatge estàndard es pronuncia més tancada. En la parla dels beduïns aquest so es velaritza com una [g]. En una zona del nord es transforma el so inicial q per k. Molt estès entre els beduïns és la pronunciació de la k com [tʃ] (tsch).
En els diftongs "ai" i "au" sovint s'allarga la i o es contrau formant el so o. En la majoria de les síl·labes amb vocals àtones curtes, el so de la vocal neutra es redueix o s'omet. Això succeeix en major o menor grau, segons les particularitats del parlant. També entre els parlants del nord passa que conserven el so u curt a final de paraula en la conjugació dels verbs, en primera persona del passat perfet (exemple: qultu o bé kultu en lloc de ʿılt).

## Les diferències en la gramàtica
Com en tots els dialectes àrabs parlats la gramàtica és més senzilla que en l'àrab estàndard. Les principals diferències són:
- En el sirià no existeixen els casos (nominatiu, genitiu, acusatiu). Les terminacions dels casos amb el fenomen conegut com a nunació es perd en el sirià.
- No existeix el mode subjuntiu ni el mode apocopat (jussiu o imperatiu).
- La negació de frases verbals es porta a terme tant en present com en passat a través de la partícula ما  mā (en àrab estàndard لا lā per al present i لم lam en el passat), les formes nominals són amb مو Mu negada (àrab estàndard: ليس Laysaen acusatiu).
- L'ús comú en les formes verbals plurals femenines de l'àrab estàndard no s'utilitzen, ni les formes verbals de doble sentit.

## Diferències en el lèxic
N'hi ha molta diferència de lèxic amb l'àrab estàndard. En el cas de l'estructura de les paraules, aquestes diferències són molt clares. No es tracta només de diferències fonètiques sinó també de l'ús de paraules completament diferents de les que s'ensenyen a les escoles d'àrab.
Aquest llistat té com a objectiu proporcionar un breu resum. Conté algunes paraules pròpies de la zona de Damasc i el penjoll s'utilitza normalment per a l'àrab estàndard.
| català                | àrab estàndard | àrab estàndard | dialecte sirià de Damasc | dialecte sirià de Damasc |
| quan                  | عندما          | ʿindamā        | وقت إللي                 | wa′t ıllī                |
| també                 | أيضًا           | ayḍan          | كمان                     | kamān                    |
| llavors               | ثم             | ṯumma          | بعدين                    | baʾdēn                   |
| allà                  | هناك           | hunāka         | هنيك                     | hınīk                    |
| fora                  | في الخارج      | fī l-ḫāriǧi    | برا                      | barrā                    |
| dins                  | في الداخل      | fī d-dāḫili    | جوا                      | ǧuwwā                    |
| bé                    | جيد            | ǧayyid         | منيح                     | kwayyıs, mnīḥ            |
| meitat                | نصف            | niṣfu          | نص                       | nuṣṣ                     |
| la seva               | له             | lahu           | اله                      | élō                      |
| aqui                  | هنا            | hunā           | هون                      | hōn                      |
| en                    | في             | fī             | ب                        | b-                       |
| si                    | نعم            | naʿam          | اي                       | ē                        |
| algú                  | أحد            | aḥadun         | حدا                      | ḥadā                     |
| ara                   | الآن           | al-āna         | هله                      | halla                    |
| pròxim                | القادم         | al-qādimu      | الجاي                    | ıl-ǧāyy                  |
| últim                 | آخر            | āḫaru          | تاني                     | tānī                     |
| només                 | فقط            | faqaṭ          | بس                       | bass                     |
| o (disjuntiu)         | أم             | am             | ولا                      | wıllā                    |
| encara                | حتى الآن       | ḥattā l-ān     | لسا                      | lissā                    |
| molt                  | جدا            | ǧiddan         | كتير                     | ktīr                     |
| des                   | منذ            | munḏu          | من                       | mın                      |
| per tant              | هكذا           | hākaḏā         | هيك                      | hēk                      |
| quan                  | متى            | matā           | امتى                     | ēmtā                     |
| que, per què          | ما، ماذا       | mā, māḏā       | شو                       | šū                       |
| per, a causa de       | من أجل         | min aǧli       | منشان                    | mınšān                   |
| pocs                  | قليل           | qalīl          | شوي                      | šwayy                    |
| però si               | ليت            | layta          | يا ريت                   | yā rēt                   |
| tal com, la seva      | ك              | ka             | متل                      | mıtl                     |
| vull                  | أريد           | urīdu          | بدي                      | bıddī                    |
| realment, en realitat | فعلا           | fiʾlan         | ولله                     | wa-llāh                  |
| on                    | أين            | ayna           | وين                      | wēn                      |
| cap a                 | إلى            | ilā            | على، ع                   | ʾalā, ʾa                 |

## Exemple de frase
Aquestes diferències poden donar com a resultat frases completament diferents en dialecte sirià:
.أريد أن أذهب إلي الجامعة غدا
urīdu an aḏhaba ilā l-ǧāmiʿati ġadan (àrab estàndard)
.بدي روح عل جامعة بكرة
bıddī rūḥ ʿal-ǧāmʿa bukrā (dialecte sirià de Damasc)